# Rozdělení rychlosti
Rozdělení rychlosti po průměru potrubí nebo po svislici v případě otevřeného koryta je v hydrologii zajímavé z mnoha teoretických i praktických důvodů (např. měření průtoků, vodní stroje a pod.). První návrhy rozdělení byly založeny na čisté empirii (přehled k počátku 20. stol. viz ), s rozvojem teoretických znalostí bylo odvozeno několik typů rozdělení rychlosti. Je zajímavé, že se jedná o typy, které byly navrženy na empirickém základě. Nejběžnější je rozdělení logaritmické, považované za teoreticky nejlépe podložené, a rozdělení mocninné (též parabolické), jejichž výhodou je jednoduchost. V literatuře lze nalézt ještě několik dalších, která se však téměř nepoužívají.

## Typy rozdělení rychlosti

### Logaritmické rozdělení
Podle všeobecně přijímané Prandtlovy hypotézy je tangenciální napětí {\displaystyle \tau } [Pa] v libovolném bodu proudu rovno
{\displaystyle \tau =\rho l^{2}{\Bigl (}{du \over dy}{\Bigr )}^{2}}
kde {\displaystyle \rho } [kgm−3] je hustota kapaliny, {\displaystyle l=\kappa y} tzv. směšovací délka, kde {\displaystyle \kappa } [-] je tzv. Kármánova univerzální konstanta turbulence a {\displaystyle y} [m] vzdálenost bodu od stěny potrubí, resp. výška uvažovaného bodu nade dnem, a {\displaystyle u} [ms−1] časově střední rychlost v uvažovaném bodu.
Po dosazení a úpravě dostáváme
{\displaystyle du={1 \over \kappa }{\sqrt {\tau  \over \rho }}{dy \over y}={v_{*} \over \kappa }{dy \over y}}
kde {\displaystyle v_{*}} [ms−1] je tzv. třecí rychlost. Integrací této rovnice získáme tzv. Prandtl-Kármánův univerzální zákon rozdělení rychlosti
{\displaystyle u={v_{*} \over \kappa }\ln {y \over K}={v_{*} \over \kappa }(\ln y+K_{1})}
kde {\displaystyle K}, resp. {\displaystyle K_{1}} [-] je integrační konstanta. Pro hydraulicky drsné koryto rozdělení rychlosti závisí jen na absolutní drsnosti {\displaystyle k_{s}} [m] a integrační konstanta pak je {\displaystyle K=mk_{s}} a výsledný vztah tedy je
{\displaystyle u={v_{*} \over \kappa }\ln {y \over {mk_{s}}}={v_{*} \over \kappa }{\Bigl (}\ln {y \over k_{s}}+A{\Bigr )}=v_{*}{\Bigl (}{1 \over \kappa }\ln {y \over k_{s}}+A_{1}{\Bigr )}}.
Podle Nikuradseho (viz ) je pro pískovou drsnost zhruba {\displaystyle m=1/30} a tedy {\displaystyle A=3,4}, {\displaystyle A_{1}=8,5} (pro {\displaystyle \kappa =0,4}).
Prandtl-Kármánův vztah se též uvádí ve tvaru tzv. deficitu rychlosti jako
{\displaystyle {{u_{max}-u} \over v_{*}}={1 \over \kappa }\ln {h \over y}}
kde {\displaystyle u_{max}} [ms−1] je maximální rychlost ve svislici a {\displaystyle h} [m] je hloubka vody ve svislici.
Platnost Prandtl-Kármánova zákona není neomezená; další práce ukázaly, že je omezen jak zdola, tak shora. Zdola se při malých vzdálenostech od stěny uplatňuje vliv vazké podvrstvy, omezení platí pro
{\displaystyle {yv_{*} \over \nu }\leq 60}, podle jiných pramenů {\displaystyle {yv_{*} \over \nu }\leq 30}. Horní hranice platnosti logaritmického zákona je udávána {\displaystyle {yv_{*} \over \nu }\geq 5.10^{3}} kde {\displaystyle \nu } [m2s−1] je kinematická viskozita tekuiny.
Prandtl-Kármánův zákon byl odvozen pro potrubí, avšak jeho platnost se předpokládá i pro otevřená koryta; potvrzuje ji shoda s pokusy Zegždy v kanále s volnou hladinou a homogenní pískovou drsností (podrobně viz ).

### Mocninné rozdělení rychlosti
Mocninné (parabolické) rozdělení rychlosti je velmi jednoduché, často se používá zejména v hydrometrii. Obvykle se uvádí ve tvaru
{\displaystyle {u \over u_{ref}}={\Bigl (}{y \over y_{ref}}{\Bigr )}^{1 \over n}}
kde {\displaystyle u} [ms−1] je místní (bodová) rychlost ve výšce {\displaystyle y} [m] nade dnem, {\displaystyle u_{ref}} [ms−1] je referenční místní rychlost ve výšce {\displaystyle y_{ref}} [m] nade dnem a {\displaystyle n} [-] je konstanta, která závisí na vlastnostech koryta. Jako referenční výška se často uvažuje hloubka vody {\displaystyle h} [m] ve svislici, takže referenční rychlost je pak {\displaystyle u_{max}} [ms−1], resp. rychlost povrchová. Koeficient {\displaystyle n} se pohybuje v rozmezí ca {\displaystyle n=3-12} od koryt širokých drsných po koryta úzká hladká, s běžnými hodnotami pro přirozené toky {\displaystyle n=5-7}. Přesněji může být hodnota {\displaystyle n} podle Boitena určena ze vztahu
{\displaystyle n=1,77+0,098C}
kde {\displaystyle C} je Chézyho rychlostní součinitel, nebo ze vztahu
{\displaystyle n={C \over {\sqrt {g}}}{\Bigl (}{2{\sqrt {g}} \over {{\sqrt {g}}+C}}+0,3{\Bigr )}}.
Yen uvádí mocninný zákon v poněkiud jiné, pro teoretické úvahy vhodnější formě
{\displaystyle {u \over v_{*}}=c{\Bigl (}{y \over k_{s}}{\Bigr )}^{1 \over n}}
kde {\displaystyle c} [-] je konstanta.

#### Mocninné rozdělení - důsledky
Z vlastností parabolického rozdělení vyplývá několik zajímavostí, prakticky využívaných při hydromtrických měřeních. Snadno se dá odvodit, že střední svislicová rychlost
{\displaystyle v_{s}={n \over {n+1}}u_{max}}.
Protože maximální rychlost bývá blízko pod hladinou (teoreticky v hladině), lze povětšině uvažovat, že povrchová rychlost je rovna rychlosti maximální, {\displaystyle u_{max}=v_{p}}. Podobně lze odvodit výšku nade dnem {\displaystyle y_{s}}, v níž je místní rychlost právě rovna střední svislicové rychlosti {\displaystyle v_{s}}:
{\displaystyle y_{s}={\Bigl (}{n \over {n+1}}{\Bigr )}^{n}h}
kde {\displaystyle h} [m] je hloubka vody ve svislici. Z těchto dvou vzorců byl vypočten jednak koeficient {\displaystyle k_{1}} pro výpočet střední svislicové rychlosti z rychlosti maximální, resp. povrchové (t.j. {\displaystyle v_{s}=k_{1}u_{max}}), jednak koeficient {\displaystyle k_{2}} pro výpočet výšky bodu, v němž je rychlost právě rovna střední svislicové rychlosti, nade dnem (t.j.{\displaystyle y_{s}=k_{2}h}) pro různé hodnoty koeficientu {\displaystyle n} a jsou uvedeny v následující tabulce
| n  | 3     | 4     | 5     | 7     | 10    | 12    |
| k1 | 0,750 | 0,800 | 0,833 | 0,875 | 0,909 | 0,923 |
| k2 | 0,422 | 0,410 | 0,402 | 0,393 | 0,386 | 0,383 |

Z vlastností mocninného rozdělení tedy vyplývá teoretická opodstatněnost jednobodové metody určení střední svislicové rychlosti (viz hodnoty {\displaystyle k_{2}} v nejběžnějším rozmezí hodnot {\displaystyle n=5-7}, kde chyba je z praktického pohledu nevýznamná až zanedbatelná). Obdobně se dá ukázat i teoretická opodstatněnost metody dvoubodové. Koeficient {\displaystyle k_{1}} může být s výhodou využit pro měření za zvláštních okolností (např. větší povodně), kdy z povrchové rychlosti (lze určit např. pomocí hladinových plováků nebo vhodným měřidlem) lze přepočítat rychlosti střední svislicové. Ve stabilním měrném profilu by měl tento koeficient být ověřen v rámci hydrometrických měření pro konstrukci a ověřování měrné křivky.
Je zajímavé, že zejména hodnoty koeficientu {\displaystyle k_{1}} neobyčejně dobře souhlasí s hodnotami uváděnými Tolmanem podle empirických poznatků starších autorů.

### Rozdělení rychlostí napříč koryta
Rozdělení rychlostí ve svislici či na poloměru potrubí je teoreticky popsáno a zdůvodněno. Oproti tomu rozdělení svislicových rychlostí napříč koryta, resp. bodových rychlostí po příčném profilu, čeká na objasnění. Příčinou je celá řada obtížně zohlednitelných vlivů – variabilita drsnosti po omočeném obvodu, nepravidelnosti příčného profilu, sekundární příčné proudění aj.
Je známo, že rozdělení rychlostí napříč koryta závisí na jeho tvaru a mění se s vodním stavem, resp. průtokem {\displaystyle Q} [m3s−1]. Zatímco při nízkých vodních stavech je zejména v nepravidelném korytě rozdělení rychlostí napříč koryta taktéž značně nepravidelné, se zvyšujícím se vodním stavem se nepravidelnost rozdělení rychlostí snižuje.
Patočka cituje Velikanova, podle kterého je střední svislicová rychlost v libovolné svislici úměrná odmocnině hloubky {\displaystyle h},
{\displaystyle v_{s}=a{\sqrt {h}}}
kde {\displaystyle a} je konstanta,
{\displaystyle a={Q \over {\int _{0}^{B}h^{3/2}dB}}}
kde {\displaystyle B} [m] je šířka koryta v hladině.
Chiu se spolupracovníky se pokusil o simulaci rychlostního pole na bázi křivočaré souřadnicové sítě, avšak postup je značně složitý. Na druhou stranu výsledky jsou nadějné a metoda již byla několikrát použita.